# Claire Rafferty
Claire Lauren Rafferty (née le 11 janvier 1989 à Orpington dans le Grand Londres) est une footballeuse internationale anglaise ayant joué arrière gauche ou ailier gauche dans trois clubs anglais et en équipe d'Angleterre.

## Palmarès
- WSL1 en 2015 et 2017
- Finaliste de la Coupe d'Angleterre en 2019